# Albefeuille-Lagarde
Albefeuille-Lagarde är en kommun i departementet Tarn-et-Garonne i regionen Occitanien i södra Frankrike. Kommunen ligger i kantonen Castelsarrasin 2e Canton som tillhör arrondissementet Castelsarrasin. År 2022 hade Albefeuille-Lagarde 590 invånare.

## Befolkningsutveckling
Antalet invånare i kommunen Albefeuille-Lagarde
| Referens: INSEE |